# Clasificación de CAF para la Copa Mundial de Fútbol de 1974
Para la Copa Mundial de Fútbol de 1974 de Alemania Federal, la CAF disponía de una única plaza de las 16 totales del mundial. Para asignar esta plaza, a la que optaban un total de 24 equipos, se realizó un torneo dividido en cuatro rondas.
En la primera, segunda y tercera ronda, se disputaron tres eliminatorias a ida y vuelta entre pares de equipos, hasta reducir el número de clasificados a tres. Y en la cuarta ronda, estos tres equipos formaron una liguilla, disputada también a ida y vuelta, en la que el primer clasificado obtenía la plaza de clasificación para el mundial.

## Primera ronda
| Equipo 1     | Agr. | Equipo 2          | Ida | Vuelta | 3er partido |
| ------------ | ---- | ----------------- | --- | ------ | ----------- |
| Marruecos    | 2–1  | Senegal           | 0–0 | 2–1    |             |
| Argelia      | 2–5  | Guinea            | 1–0 | 1–5    |             |
| Egipto       | 2–3  | Túnez             | 2–1 | 0–2    |             |
| Sierra Leona | 0–3  | Costa de Marfil   | 0–1 | 0–2    |             |
| Kenia        | 2–1  | Sudán             | 2–0 | 0–1    |             |
| Tanzania     | 1–4  | Etiopía           | 1–1 | 0–0    | 0–3         |
| Lesoto       | 1–6  | Zambia            | 0–0 | 1–6    |             |
| Nigeria      | 3–2  | Congo-Brazzaville | 2–1 | 1–1    |             |
| Dahomey      | 1–10 | Ghana             | 0–5 | 1–5    |             |
| Togo         | 0–4  | Zaire             | 0–0 | 0–4    |             |
| Mauricio     | w/o  | Madagascar        | —   | —      |             |
| Camerún      | w/o  | Gabón             | —   | —      |             |

Madagascar y Gabón se retiraron de la competición, por lo que Mauricio y Camerún pasaron de ronda directamente.
| 19-11-1972 | Marruecos | 0 – 0 | Senegal | Stade Al Inbiaâte, Agadir, Marruecos                |  |
|            |           |       |         | Asistencia: 10,650 espectadores Árbitro(s): Camacho |  |

| 3-12-1972 | Senegal | 1 – 2 (Global 1-2) | Marruecos                   | Stade Demba Diop, Dakar, Senegal                   |                                                    |
|           | Diop 2' |                    | Ghazouani 26' · Choukri 72' | Asistencia: 9,860 espectadores Árbitro(s): Lamptey | Asistencia: 9,860 espectadores Árbitro(s): Lamptey |

| 2-3-1972 | Argelia   | 1 – 0 | Guinea | Stade du 5 Juillet, Algiers, Argelia               |                                                    |
|          | Kalem 65' |       |        | Asistencia: 15,267 espectadores Árbitro(s): Helies | Asistencia: 15,267 espectadores Árbitro(s): Helies |

| 12-3-1972 | Guinea                                                                        | 5 – 1 (Global 5-2) | Argelia    | Stade du 28 Septembre, Conakri, Guinea         |                                                |
|           | Camara 28' · Petit Sory 36' · Soumah 54' (pen.) · Souleymane 78' · Samuel 82' |                    | Gamouh 62' | Asistencia: 18,000 espectadores Árbitro(s): Ba | Asistencia: 18,000 espectadores Árbitro(s): Ba |

| 8-12-1972 | Egipto                      | 2 – 1 | Túnez        | Nasser Stadium, El Cairo, Egipto                     |                                                      |
|           | Khalil 10' · Abdelrazak 69' |       | Chakroun 61' | Asistencia: 11,707 espectadores Árbitro(s): Zlatanos | Asistencia: 11,707 espectadores Árbitro(s): Zlatanos |

| 17-12-1972 | Túnez                     | 2 – 0 (Global 3-2) | Egipto | Stade El Menzah, Tunis, Túnez                       |                                                     |
|            | Chakroun 16' · Habita 71' |                    |        | Asistencia: 32,178 espectadores Árbitro(s): Babaçan | Asistencia: 32,178 espectadores Árbitro(s): Babaçan |

| 15-10-1972 | Sierra Leona | 0 – 1 | Costa de Marfil | Reckrie Stadium, Freetown, Sierra Leona          |                                                  |
|            |              |       | Ouattara 32'    | Asistencia: 9,200 espectadores Árbitro(s): Faber | Asistencia: 9,200 espectadores Árbitro(s): Faber |

| 29-10-1972 | Costa de Marfil           | 2 – 0 (Global 3-0) | Sierra Leona | Stade Félix Houphouët-Boigny, Abiyán, Costa de Marfil |                                                  |
|            | Kouamé 42' · Ouattara 72' |                    |              | Asistencia: 4,135 espectadores Árbitro(s): N'Gom      | Asistencia: 4,135 espectadores Árbitro(s): N'Gom |

| 16-7-1972 | Kenia                      | 2 – 0 | Sudán | Nairobi City Stadium, Nairobi, Kenia                |                                                     |
|           | Anyanzwa 44' · W. Ouma 65' |       |       | Asistencia: 11,057 espectadores Árbitro(s): Tessema | Asistencia: 11,057 espectadores Árbitro(s): Tessema |

| 23-7-1972 | Sudán              | 1 – 0 (Global 1-2) | Kenia | Khartoum Stadium, Jartum, Sudán                   |                                                   |
|           | Ezzeldin Osman 40' |                    |       | Asistencia: 10,470 espectadores Árbitro(s): Kamel | Asistencia: 10,470 espectadores Árbitro(s): Kamel |

| 25-11-1972 | Tanzania    | 1 – 1 | Etiopía         | Tanzania National Stadium, Dar es Salaam, Tanzania |                                                    |
|            | Mashoto 58' |       | Gebremedhin 30' | Asistencia: 14,255 espectadores Árbitro(s): Olimba | Asistencia: 14,255 espectadores Árbitro(s): Olimba |

| 3-12-1972 | Etiopía | 0 – 0 (Global 1-1) | Tanzania | Haile Selassie Stadium, Addis Ababa, Etiopía    |  |
|           |         |                    |          | Asistencia: 19,430 espectadores Árbitro(s): Ali |  |

Como el marcador global terminó con empate 1–1, se jugó un partido de desempate para definir al clasificado a la segunda ronda.
| 10-12-1972 | Etiopía                        | 3 – 0 | Tanzania | Haile Selassie Stadium, Addis Ababa, Etiopía     |                                                  |
|            | Ingdawerk 5' 12' · Tesfaye 44' |       |          | Asistencia: 7,201 espectadores Árbitro(s): Saleh | Asistencia: 7,201 espectadores Árbitro(s): Saleh |

| 30-4-1972 | Lesoto | 0 – 0 | Zambia | Setsoto Stadium, Maseru, Lesoto |  |
|           |        |       |        | Árbitro(s): Ndimbo              |  |

| 4-6-1972 | Zambia                                              | 6 – 1 (Global 6-1) | Lesoto      | Dag Hammarskjöld Stadium, Ndola, Zambia                 |                                                         |
|          | Mapulanga 25' · Chitalu 35' 80' · Mwila 40' 67' 72' |                    | Thietsi 30' | Asistencia: 11,457 espectadores Árbitro(s): Ratsitohara | Asistencia: 11,457 espectadores Árbitro(s): Ratsitohara |

| 5-8-1972 | Nigeria                  | 2 – 1 | Congo-Brazzaville | Liberty Stadium, Ibadán, Nigeria                     |                                                      |
|          | Olayombo 66' · Mambo 77' |       | M'Bono 2'         | Asistencia: 20,056 espectadores Árbitro(s): Atangana | Asistencia: 20,056 espectadores Árbitro(s): Atangana |

| 15-8-1972 | Congo-Brazzaville | 1 – 1 (Global 2-3) | Nigeria       | Stade de la Revolution, Brazzaville, Congo-Brazzaville |                                                       |
|           | Minga 88'         |                    | Oyarekhua 28' | Asistencia: 11,100 espectadores Árbitro(s): Onwanlele  | Asistencia: 11,100 espectadores Árbitro(s): Onwanlele |

| 18-6-1972 | Dahomey | 0 – 5 | Ghana                                                 | Stade de l'Amitié, Cotonú, Dahomey                   |                                                      |
|           |         |       | Sunday 21' · Owusu 26' · Ghartey 40' · Gariba 65' 75' | Asistencia: 10,150 espectadores Árbitro(s): Attiogbe | Asistencia: 10,150 espectadores Árbitro(s): Attiogbe |

| 2-7-1972 | Ghana                                                    | 5 – 1 (Global 10-1) | Dahomey | Kumasi Sports Stadium, Kumasi, Ghana              |                                                   |
|          | Kofi 20' 44' · Sunday 64' · Owusu 66' · Odame 72' (pen.) |                     | Kamilou | Asistencia: 8,700 espectadores Árbitro(s): Koudou | Asistencia: 8,700 espectadores Árbitro(s): Koudou |

| 6-6-1972 | Togo | 0 – 0 | Zaire | Stade Général Eyadema, Lomé, Togo                   |  |
|          |      |       |       | Asistencia: 5,719 espectadores Árbitro(s): Woghiren |  |

| 20-6-1972 | Zaire                                   | 4 – 0 (Global 4-0) | Togo | Stade Tata Raphaël, Kinshasa, Zaire                |                                                    |
|           | Kembo 27' · N'Tumba 37' 73' · Etepé 79' |                    |      | Asistencia: 24,025 espectadores Árbitro(s): Kamdem | Asistencia: 24,025 espectadores Árbitro(s): Kamdem |

## Segunda ronda
| Equipo 1 | Agr. | Equipo 2        | Ida | Vuelta | 3er partido |
| -------- | ---- | --------------- | --- | ------ | ----------- |
| Guinea   | 1–3  | Marruecos       | 1–1 | 0–2    |             |
| Túnez    | 2–3  | Costa de Marfil | 1–1 | 1–2    |             |
| Mauricio | 3–5  | Kenia           | 1–3 | 2–2    |             |
| Etiopía  | 2–4  | Zambia          | 0–0 | 2–4    |             |
| Nigeria  | 0–2  | Ghana           | 0–2 | 0–0    |             |
| Camerún  | 1–3  | Zaire           | 0–1 | 1–0    | 0–2         |

| 11-2-1973 | Guinea         | 1 – 1 | Marruecos   | Stade du 28 Septembre, Conakri, Guinea             |                                                    |
|           | Souleymane 38' |       | Choukri 22' | Asistencia: 2,200 espectadores Árbitro(s): Mutombo | Asistencia: 2,200 espectadores Árbitro(s): Mutombo |

| 25-2-1973 | Marruecos     | 2 – 0 (Global 3-1) | Guinea | Stade Saniat Rmel, Tetouan, Marruecos              |                                                    |
|           | Faras 60' 68' |                    |        | Asistencia: 13,122 espectadores Árbitro(s): Bertin | Asistencia: 13,122 espectadores Árbitro(s): Bertin |

| 11-2-1973 | Túnez             | 1 – 1 | Costa de Marfil | Stade El Menzah, Tunis, Túnez                    |                                                  |
|           | Habita 48' (pen.) |       | Kouamé 17'      | Asistencia: 15,282 espectadores Árbitro(s): Adal | Asistencia: 15,282 espectadores Árbitro(s): Adal |

| 25-2-1973 | Costa de Marfil          | 2 – 1 (Global 3-2) | Túnez       | Stade Félix Houphouët-Boigny, Abiyán, Costa de Marfil |                                                     |
|           | N'Guessan 44' 85' (pen.) |                    | Adhouma 15' | Asistencia: 52,586 espectadores Árbitro(s): Lamptey   | Asistencia: 52,586 espectadores Árbitro(s): Lamptey |

| 10-12-1972 | Mauricio   | 1 – 3 | Kenia                       | Stade George V, Curepipe, Mauricio                   |                                                      |
|            | Imbert 37' |       | W. Ouma 42' 84' · Shore 82' | Asistencia: 13,500 espectadores Árbitro(s): Galloway | Asistencia: 13,500 espectadores Árbitro(s): Galloway |

| 17-12-1972 | Kenia           | 2 – 2 (Global 5-3) | Mauricio                  | Nairobi City Stadium, Nairobi, Kenia             |                                                  |
|            | W. Ouma 56' 65' |                    | Jackaria 17' · Imbert 42' | Asistencia: 5,560 espectadores Árbitro(s): Ngaah | Asistencia: 5,560 espectadores Árbitro(s): Ngaah |

| 1-4-1973 | Etiopía | 0 – 0 | Zambia | Haile Selassie Stadium, Addis Ababa, Etiopía      |  |
|          |         |       |        | Asistencia: 12,708 espectadores Árbitro(s): Kamel |  |

| 15-4-1973 | Zambia                                                         | 4 – 2 (Global 4-2) | Etiopía                         | 7 April Stadium, Lusaka, Zambia                   |                                                   |
|           | Mugala 47' · Simutowe 62' (pen.) · Simwala 71' · Mapulanga 83' |                    | Ingdawerk 43' · Teka 79' (pen.) | Asistencia: 20,015 espectadores Árbitro(s): Salih | Asistencia: 20,015 espectadores Árbitro(s): Salih |

| 1973-02-10 | Nigeria                  | 0 – 2 (Acreditado) | Ghana                    | Surulere Stadium, Lagos, Nigeria                     |                                                      |
| | Olayombo 15' · Mambo 23' |                    | Owusu 18' (pen.) 55' 82' | Asistencia: 31,362 espectadores Árbitro(s): Nkounkou | Asistencia: 31,362 espectadores Árbitro(s): Nkounkou |
| El partido fue abandonado al minuto 85 por disturbios cuando iba ganando Ghana por 2-3. Como consecuencia, la FIFA acreditó la victoria por 2–0 para Ghana. |                          |                    |                          |                                                      |                                                      |

| 25-2-1973 | Ghana | 0 – 0 (Global 2-0) | Nigeria | Accra Sports Stadium, Acra, Ghana                 |  |
|           |       |                    |         | Asistencia: 40,000 espectadores Árbitro(s): N'Gom |  |

| 4-2-1973 | Camerún | 0 – 1 | Zaire      | Stade de la Réunification, Douala, Camerún         |                                                    |
|          |         |       | N'Tumba 2' | Asistencia: 21,752 espectadores Árbitro(s): Kangni | Asistencia: 21,752 espectadores Árbitro(s): Kangni |

| 25-2-1973 | Zaire | 0 – 1 (Global 1-1) | Camerún    | Stade du 20 Mai, Kinshasa, Zaire                     |                                                      |
|           |       |                    | Ndongo 43' | Asistencia: 46,916 espectadores Árbitro(s): Anguiley | Asistencia: 46,916 espectadores Árbitro(s): Anguiley |

Como el marcador global terminó empatado 1–1, se jugó un partido de desempate para definir al clasificado a la tercera ronda.
| 27-2-1973 | Zaire                          | 2 – 0 | Camerún | Stade du 20 Mai, Kinshasa, Zaire                     |                                                      |
|           | Etepé 3' · Tshinabu 88' (pen.) |       |         | Asistencia: 16,271 espectadores Árbitro(s): Anguiley | Asistencia: 16,271 espectadores Árbitro(s): Anguiley |

## Tercera ronda
| Equipo 1        | Agr. | Equipo 2  | Ida | Vuelta |
| --------------- | ---- | --------- | --- | ------ |
| Costa de Marfil | 2–5  | Marruecos | 1–1 | 1–4    |
| Zambia          | 4–2  | Kenia     | 2–0 | 2–2    |
| Ghana           | 2–4  | Zaire     | 1–0 | 1–4    |

| 20-5-1973 | Costa de Marfil | 1 – 1 | Marruecos | Stade Félix Houphouët-Boigny, Abiyán, Costa de Marfil |                                                     |
|           | Kobinam 75'     |       | Acila 30' | Asistencia: 25,000 espectadores Árbitro(s): N'Diaye   | Asistencia: 25,000 espectadores Árbitro(s): N'Diaye |

| 3-6-1973 | Marruecos                                | 4 – 1 (Global 5-2) | Costa de Marfil | Stade Saniat Rmel, Tetouan, Marruecos               |                                                     |
|          | Faras 24' 34' · Fetoui 60' · Choukri 85' |                    | Pokou 61'       | Asistencia: 11,000 espectadores Árbitro(s): Khelifi | Asistencia: 11,000 espectadores Árbitro(s): Khelifi |

| 12-8-1973 | Zambia                     | 2 – 0 | Kenia | 7 April Stadium, Ndola, Zambia                     |                                                    |
|           | Chanda 34' · Sinyangwe 72' |       |       | Asistencia: 17,960 espectadores Árbitro(s): Matovu | Asistencia: 17,960 espectadores Árbitro(s): Matovu |

| 19-8-1973 | Kenia                     | 2 – 2 (Global 2-4) | Zambia               | Nairobi City Stadium, Nairobi, Kenia            |                                                 |
|           | W. Ouma 65' · P. Ouma 70' |                    | Simwala · Kaushi 56' | Asistencia: 7,435 espectadores Árbitro(s): Addo | Asistencia: 7,435 espectadores Árbitro(s): Addo |

| 5-8-1973 | Ghana            | 1 – 0 | Zaire | Accra Sports Stadium, Acra, Ghana                   |                                                     |
|          | Armah 35' (pen.) |       |       | Asistencia: 30,000 espectadores Árbitro(s): Tesfaye | Asistencia: 30,000 espectadores Árbitro(s): Tesfaye |

| 19-8-1973 | Zaire                                            | 4 – 1 (Global 4-2) | Ghana   | Stade du 20 Mai, Kinshasa, Zaire                   |                                                    |
|           | Kembo 10' 65' · Mafuila 89' (pen.) · N'Tumba 90' |                    | Sam 51' | Asistencia: 80,869 espectadores Árbitro(s): N'Difo | Asistencia: 80,869 espectadores Árbitro(s): N'Difo |

## Cuarta ronda
| Equipo    | Pts | PJ | PG | PE | PP | GF | GC | Dif |
| --------- | --- | -- | -- | -- | -- | -- | -- | --- |
| Zaire     | 8   | 4  | 4  | 0  | 0  | 9  | 1  | 8   |
| Zambia    | 2   | 4  | 1  | 0  | 3  | 5  | 6  | -1  |
| Marruecos | 2   | 4  | 1  | 0  | 3  | 2  | 9  | -7  |

| 21-10-1973 | Zambia                                       | 4 – 0 | Marruecos | 7 April Stadium, Lusaka                             |                                                     |
|            | Sinyangwe 17' 90' · Simwala 43' · Chanda 61' |       |           | Asistencia: 37,239 espectadores Árbitro(s): Tesfaye | Asistencia: 37,239 espectadores Árbitro(s): Tesfaye |

| 4-11-1973 | Zambia | 0 – 2 | Zaire                   | 7 April Stadium, Lusaka                          |                                                  |
|           |        |       | Mayanga 22' · Etepé 33' | Asistencia: 33,793 espectadores Árbitro(s): Addo | Asistencia: 33,793 espectadores Árbitro(s): Addo |

| 18-11-1973 | Zaire                 | 2 – 1 | Zambia     | Stade du 20 Mai, Kinshasa                          |                                                    |
|            | Kembo 32' · Etepé 82' |       | Kapita 33' | Asistencia: 6,050 espectadores Árbitro(s): N'Diaye | Asistencia: 6,050 espectadores Árbitro(s): N'Diaye |

| 25-11-1973 | Marruecos                | 2 – 0 | Zambia | Stade Saniat Rmel, Tétouan                          |                                                     |
|            | Maghfour 14' · Faras 70' |       |        | Asistencia: 5,456 espectadores Árbitro(s): Al-Attar | Asistencia: 5,456 espectadores Árbitro(s): Al-Attar |

| 9-12-1973 | Zaire                     | 3 – 0 | Marruecos | Stade du 20 Mai, Kinshasa                           |                                                     |
|           | Kembo 58' 61' · Ekofa 79' |       |           | Asistencia: 70,000 espectadores Árbitro(s): Lamptey | Asistencia: 70,000 espectadores Árbitro(s): Lamptey |

| 23-12-1973 | Marruecos | 0 – 2 (w/o) | Zaire | Stade El Bachir, Mohammedia |  |
| |           |             |       | Asistencia: 0 espectadores  |  |
| Marruecos abandonó el torneo antes de jugar el partido, y de acuerdo con la FIFA, le fue otorgada la victoria a Zaire por 2–0. |           |             |       |                             |  |

## Clasificado
| Zaire |
| Zaire |
| ----- |

## Goleadores
6 goles
- William Ouma
- Kembo Uba Kembo

5 goles
- Kwasi Owusu
- Ahmed Faras

4 goles
- Kakoko Etepé
- Jean-Kalala N'Tumba

3 goles
- Tariku Ingdawerk
- Moustapha Choukri
- Freddie Mwila
- Moses Simwala
- Brighton Sinyangwe

2 goles
- Noël Kouamé
- Bernard N'Guessan
- Mama Ouattara
- Abwcari Gariba
- Osei Kofi
- Ibrahim Sunday
- Chérif Souleymane
- Daniel Jean Robert Imbert
- Yakubu Mambo
- Kenneth Olayombo
- Ezzedine Chakroun
- Mohieddine Habita
- Bernard Chanda
- Godfrey Chitalu
- Joseph Mapulanga

1 gol
- Rabah Gamouh
- Mokhtar Kalem
- Paul-Gaston Ndongo
- Jean-Michel M'Bono
- Noël Minga
- Kouman Kobinam
- Laurent Pokou
- Damien Kamilou
- Sayed Abdelrazak
- Ali Khalil
- Tekeste Gebremedhin
- Kassahun Teka
- Seyoum Tesfaye
- Akuetteh Armah
- Joseph Ghartey
- Clifford Odame
- Joseph Sam
- Maxime Camara
- Smith Samuel
- Petit Sory
- Soriba Soumah
- Daniel Anyanzwa
- Peter Ouma
- John Shore
- Ramoseli Thietsi
- Anwar Jackaria
- Hassan Amcharrat
- Chérif Fetoui
- Maouhoub Ghazouani
- Mohamed Maghfour
- Sunday Oyarekhua
- Louis Gomis Diop
- Izzeldin Osman
- Nassoro Mashoto
- Abdesselam Adhouma
- Mbungu Ekofa
- Mavuba Mafuila
- Mayanga Maku
- Kamunda Tshinabu
- Obby Kapita
- Simon Kaushi
- Burton Mugala
- Boniface Simutowe

| Predecesor: México 1970 | Clasificación de CAF para la Copa Mundial de Fútbol 1974 Alemania Federal 1974 | Sucesor: Argentina 1978 |

- Datos: Q2539557